# Qāzānchāy
Qāzānchāy (persiska: قازانچای) är en ort i Iran.   Den ligger i provinsen Östazarbaijan, i den nordvästra delen av landet, 500 km nordväst om huvudstaden Teheran. Qāzānchāy ligger 2 174 meter över havet och antalet invånare är 414.
Terrängen runt Qāzānchāy är lite bergig. Runt Qāzānchāy är det ganska glesbefolkat, med 39 invånare per kvadratkilometer. Närmaste större samhälle är Kargān-e Qadīm, 16,7 km norr om Qāzānchāy. Trakten runt Qāzānchāy består i huvudsak av gräsmarker.